# Labigastera intermedia
Labigastera intermedia là một loài ruồi trong họ Tachinidae.